# Benafsha Yaqoobi
Benafsha Yaqoobi (également connue sous le nom de Benafsha Yaqubi) est une militante afghane pour les des droits des personnes handicapées. Elle figure sur la liste des 100 femmes de la BBC en 2021. Le 4 mars 2023 elle se voit décerner le prix international de la femme de courage.

## Biographie
Benafsha Yaqoobi est née à Kaboul, en Afghanistan. Elle est aveugle de naissance. Elle étudie la littérature persane en Iran puis obtient deux masters à Kaboul, avant de travailler au bureau du procureur général d'Afghanistan.
Avec son mari Mahdi Salami, qui est également aveugle, elle fonde l'organisation Rahyab pour aider et éduquer les personnes aveugles.
À partir de 2019, Yaqoobi était commissaire à la Commission afghane indépendante des droits humains (Afghan Independent Human Rights Commission, AIHRC) jusqu'à ce qu'elle fuie l'Afghanistan avec son mari en 2021 après la reprise du pouvoir par les talibans. Leur troisième tentative de fuite leur permet d'accéder à l'aéroport de Kaboul et, de là, de se rendre au Royaume-Uni.
En 2020, Yaqoobi était candidate au Comité pour les droits des personnes handicapées des Nations unies. Elle est nommée l'une des 100 femmes de la BBC en 2021.
Elle prépare une thèse en sciences politiques la Lovely Professional University (en) en Inde et, dans ce contexte, elle analyse la participation politique des femmes dans les instances législatives en Afghanistan.